# Аполлон-7
«Аполлон-7» (англ. Apollo 7) — перший пілотований космічний корабель серії Аполлон. Перший американський екіпаж з трьох осіб.
Метою польоту були комплексні випробування командного модуля на геоцентричній орбіті, а також випробовування командно-вимірювального комплексу.
Впродовж семи сеансів загальною тривалістю 90 хвилин астронавти показували внутрішню будову корабля, пульт управління, скеровували камеру на себе, а також на ілюмінатори корабля, виконували зйомку окремих ділянок Землі.

## Опис

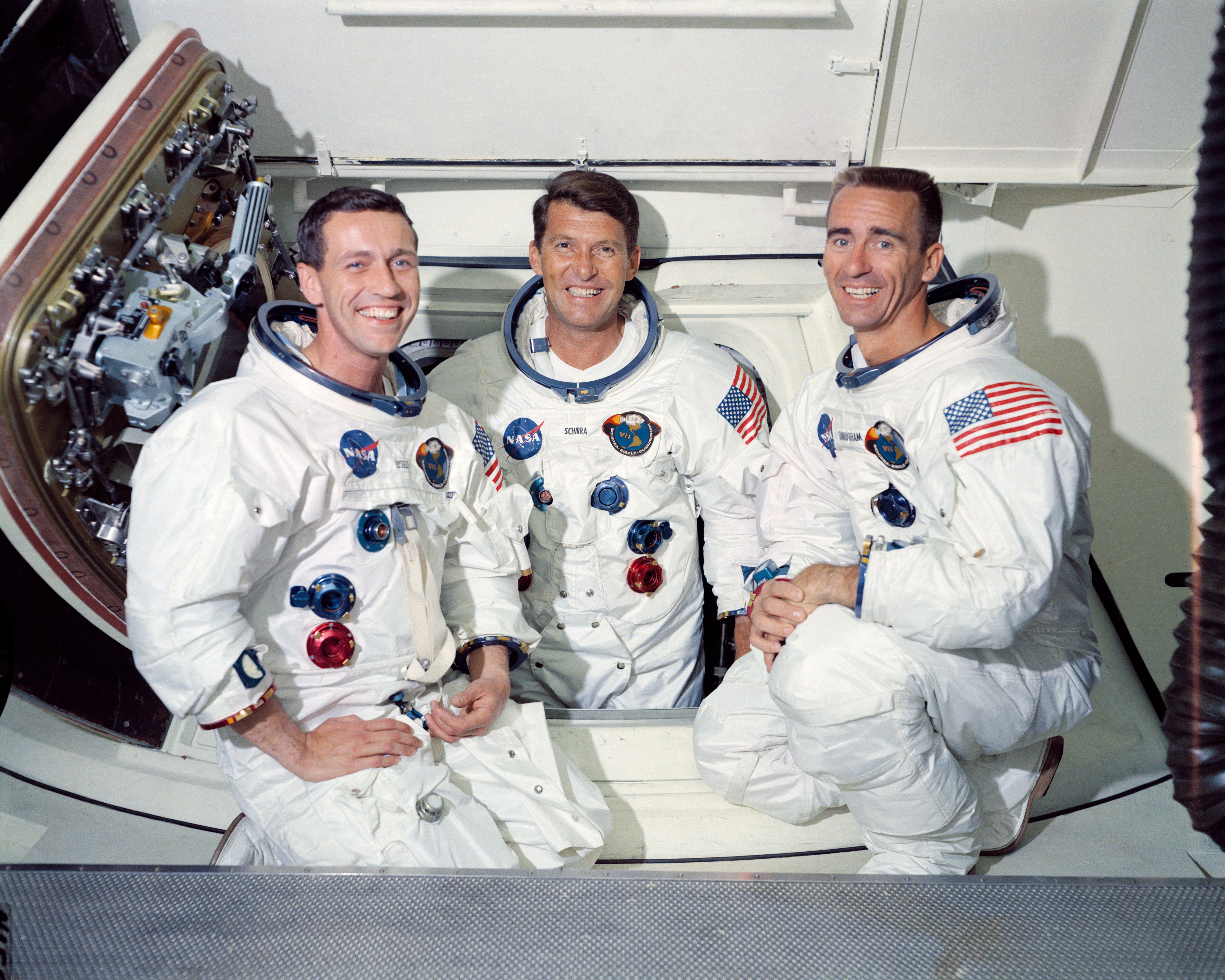
Екіпаж «Аполлона-7». Донн Ейсел — ліворуч. Волтер Ширра — в центрі. Волтер Каннінгем — праворуч.

Апарат складався з двоступеневої ракети-носія Сатурн-1Бі (ступені S-1B і S-IVB), відсіку приладів, корабля Аполлон № 101 («Блок II») у складі командного і службового відсіків, системи аварійного порятунку на старті.

## Екіпаж
Основний
- Командир — Уоллі Ширра
- Пілот командного модуля — Донн Ейсел
- Пілот місячного модуля — Волтер Каннінгем

Дублерний
- Командир — Томас Стаффорд
- Пілот командного модуля — Джон Янг
- Пілот місячного модуля — Юджин Сернан

Запасний
- Командир — Роналд Еванс
- Пілот командного модуля — Вільям Поуг
- Пілот місячного модуля — Джон Свайгерт

## Задачі польоту
- орієнтація другого ступеня ракети-носія з пристикованим до неї кораблем за допомогою двигунів системи орієнтації ступеня — за участю безпосередньо астронавтів. При цьому мала імітуватися орієнтація ступеня з кораблем для забезпечення переходу на траєкторію польоту до Місяця.
- причалювання корабля до другого ступеня ракети-носія до відстані 1-2 метра. При цьому мало імітуватися причалювання командного модуля до місячного модуля при підготовці польоту до Місяця.
- візуальні спостереження, фотографування і навігація з використанням зоряного неба та земних орієнтирів з геоцентричної орбіти.
- випробовування обладнання корабля.
- телепередачі з борту — вперше в практиці американських пілотованих польотів.
- випробовування 14 наземних та 3 корабельних станцій спостереження.

Програма польоту була повністю виконана.

## Передстартова підготовка

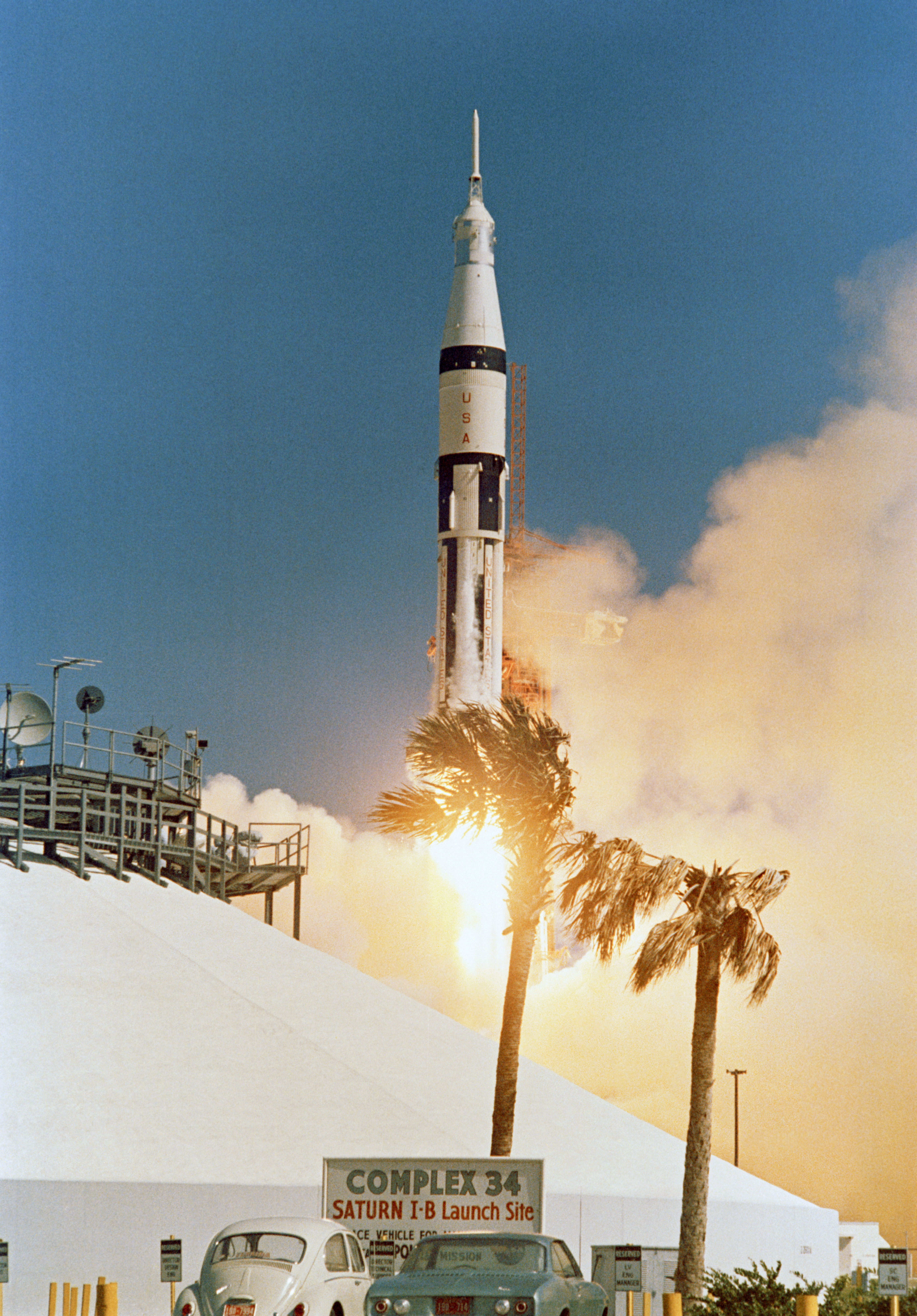
Старт корабля «Аполлон-7»

Передстартова підготовка в основному відбувалася за графіком. За 2 години до розрахункового моменту старту астронавти зайняли свої місця на кораблі. Було закорковано люк. За півгодини до старту зламався і застряг на висоті 66 м аварійний підйомник вежі обслуговування. Попри це передстартова підготовка тривала.
За 7 хвилин до старту підготовку припинили, оскільки надійшов сигнал про незавершення охолодження одного з двигунів другого ступеня ракети-носія. Встановили, що сигнал помилковий.

## Запуск
Корабель «Аполлон-7» стартував 11 жовтня 1968 о 15:02:45 GMT, за розрахунковим часом.
Ракета-носій вивела корабель на геоцентричну орбіту з початковим періодом обертання 89,7 хвилин.

## Політ

### Перша доба

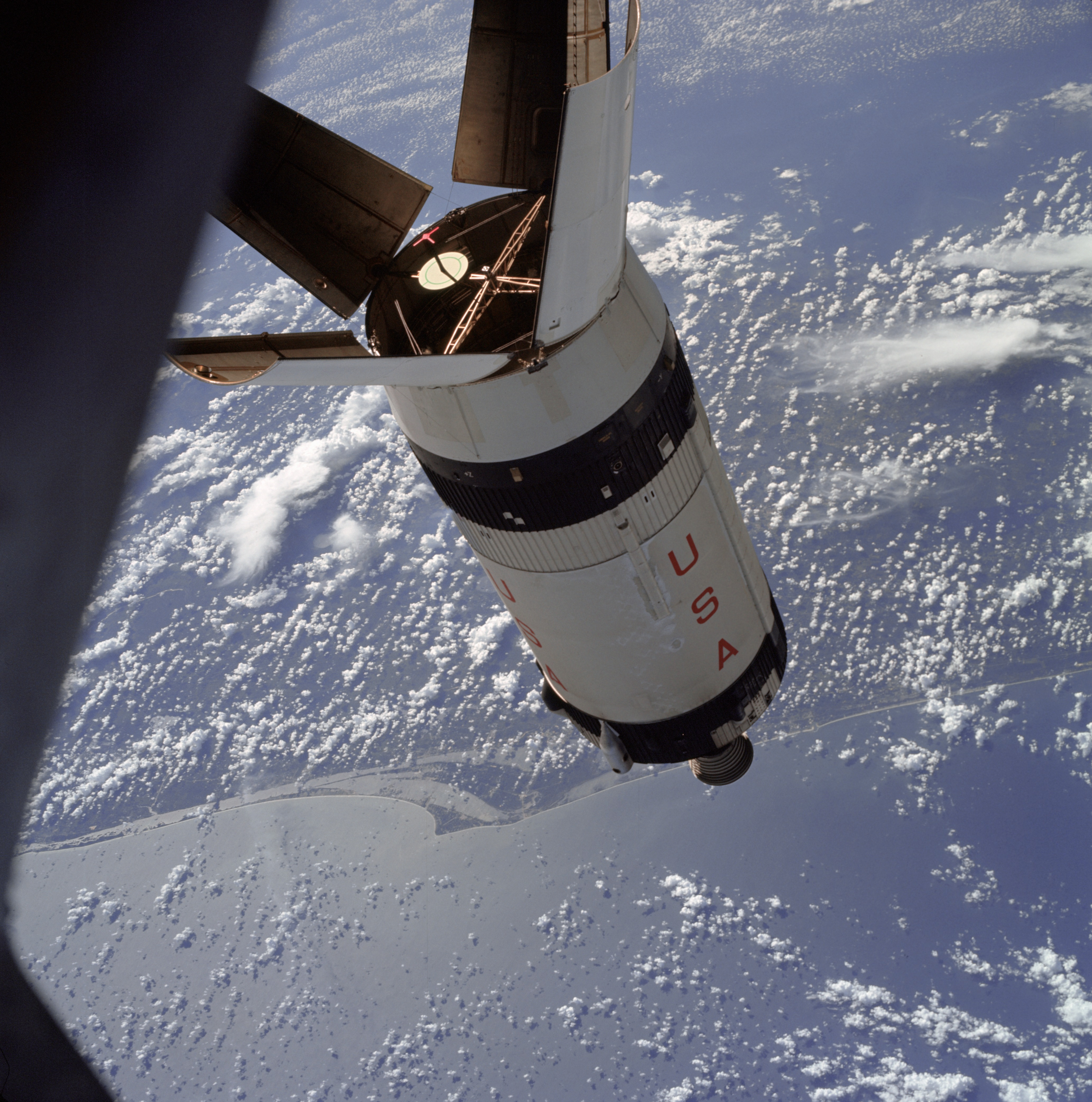
Другий ступінь ракети-носія з перехідником. Фото астронавтів Аполлон-7

Через півтори години польоту залишки палива другого ступеня повністю стравили, внаслідок чого ступінь з кораблем дістав прискорення. Потім астронавти за допомогою ручної системи управління кораблем запустили допоміжний двигун ступеня і виконали кілька поворотів системи «ступінь-корабель» за трьома напрямками.
Наприкінці 3-ї години польоту астронавти включили систему розділення ступеня і корабля, а потім чотири допоміжні двигуни корабля. В результаті корабель віддалився від ступеня на 15 метрів.
Ширра розвернув корабель на 180 градусів за тангажем і на 60 градусів за рисканням, щоб астронавти могли здійснити причалювання корабля до ступеня та фотографування ступеня і перехідника, який на ньому залишився.
Під час спільного польоту, який тривав 15 хвилин, Ширра підводив корабель до ступеня на 1,2 метра.
По закінченні спільного польоту були включені додаткові двигуни, і корабель перейшов на орбіту, яка дещо відрізнялася від орбіти ступеня.
На 4-й годині польоту орбіту корабля було скореговано за допомогою допоміжних двигунів для забезпечення наступної доби експерименту по зближенню зі ступенем з відстані близько 150 км.
На 15-й годині польоту на основі траєкторних змін було встановлено, що збурення орбіти ступеня аеродинамічним гальмуванням, відрізняється від розрахункового, і для проведення експерименту зі зближення орбіту корабля знову відкоригували.

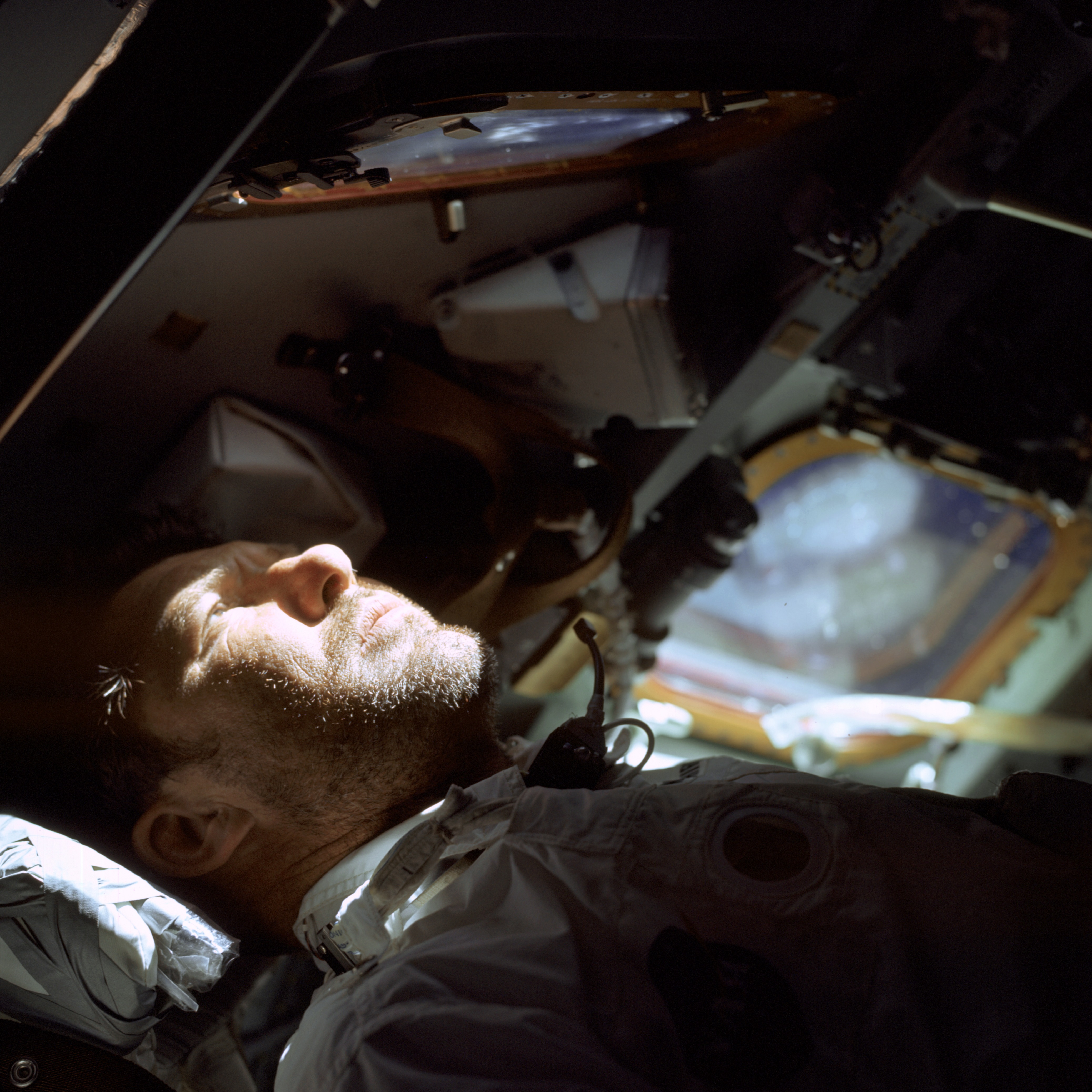
Уоллі Ширра дивиться в ілюмінатор на 9-тий день місії.

### Друга доба
Через 26 годин після початку польоту розпочався експеримент зі зближенню корабля із другим ступенем ракети-носія, що літав на орбіті самостійно. Корабель підійшов до ступеня на приблизно 20 м і впродовж 20 хвилин здійснював спільний політ зі ступенем. Потім корабель за допомогою допоміжних двигунів вийшов на іншу орбіту з висотою перигею 226 кілометров та висотою апогею приблизно 300 км. Астронавти вели спостереження за ступенем за допомогою секстанта на відстані понад 550 км.

На 45-й годині польоту всі астронавти зняли скафандри й одягли легкі комбінезони.

### Третя-десята доба
13 жовтня астронавти виконували різні експерименти та спостереження за програмою польоту. Починаючи з цього дня встановився добовий цикл — 16 годин роботи, 8 годин відпочинку.
На 4-у добу польоту (14 жовтня) відбувся перший телесеанс з борту корабля. Він, як і наступні сеанси, тривав 10 хвилин.
У цей день вимкнулася електрична шина, яка забезпечувала живлення змінним струмом. Каннінгем ручним перемикачем швидко увімкнув її і цим запобіг виходу з ладу перетворювача постійного струму у змінний. Керівники польоту, побоюючись нового вимкнення шини, вирішили перевести корабель на орбіту з нижчим перигеєм — аби гальмівний імпульс для виходу з орбіти міг бути забезпечений допоміжними двигунами (в разі вимкнення шини неможливе регулювання вектора тяги основного двигуна). Корабель за допомогою основного двигуна, який пропрацював 9 секунд, було виведено на орбіту з висотою перигею 167 км висотою апогею 295 км.
15 жовтня відбувся короткий телесеанс. З'явилися симптоми застуди у астронавтів. Астронавти відзначили забруднення ілюмінаторів, яке заважало нормальним спостереженням. Увімкненням основного двигуна висоту апогею знизили до 290 км. При цьому включенні імітувалася корекція траєкторії на трасі «Земля-Місяць».
На 6-7 добу польоту відбулися телесеанси з борту корабля. Астронавти спостерігали ураган «Гледіс».
18 жовтня увімкнули основний двигун для опробування ручної системи управління вектором тяги, яка використовується при відмові автоматики. Двигун пропрацював 66 секунд, а висота апогею орбіти корабля збільшилася до 450 км.
19 жовтня відбувся 5-й сеанс телезв'язку з Землею. Астронавти стали дратівливими — вони виконали практично всю програму польоту і були мало зайняті роботою. Порада Землі — збільшити тривалість сну.
20 жовтня увімкнули основний двигун — висота апогею знизилась до 435 км. При цьому увімкненні імітували корекцію траєкторії на трасі «Місяць-Земля». Відбувся 6й сеанс телезв'язку з Землею. Астронавтам запропонували виконати кілька додаткових експериментів, не передбачених програмою.
21 жовтня увімкнули основний двигун для забезпечення посадки у визначеному районі. Відбувся останній — 7-й сеанс телезв'язку з Землею.

### Повернення на Землю
22 жовтня корабель за програмою повернувся на Землю. У астронавтів внаслідок нежиттю були закладені дихальні шляхи і вони побоювалися, що при приземленні це може вплинути на барабанні перетинки. У зв'язку з цим було вирішено не одягати шоломи, аби мати безперешкодну можливість здійснювати ковтальні рухи. Існувала також загроза приводнення у районі урагану «Гледіс», але той минув осторонь.
На 164-му оберті (260-та година польоту) увімкнули основний двигун для сходження з орбіти, розпочали цикл операцій з відокремлення відсіку екіпажу від відсіку двигуна.
Відсік екіпажу увійшов до атмосфери на висоті 120 км над штатом Техас. Приводнення відсіку відбулося 22 жовтня 1968, 11:11:48 UTC. Відсік приводнився за 12 км від авіаносця «Ессекс». Похибка приводнення становила 5 км.
Екіпаж підняли на борт гвинтокрилу й доставили на авіаносець через 56 хвилин після приводнення. Відсік екіпажу підняли на борт за годину. Телевізійний репортаж про операцію з підняття екіпажу й відсіку наживо через супутник йшов у США та Європі.

## Основні результати польоту
Успішно випробувано основний блок, який затвердили для польоту на Місяць.
Одержано медико-біологічні дані, які, у сукупності з даними, одержаними під час польотів кораблів серії «Джеміні», стали основою для планування місячних експедицій.
Керівники NASA висловили надію, що успішний політ Аполлон-7 відновив довіру до космічної програми.
В результаті польоту програма «Аполлон» знову увійшла в графік, який передбачав висадку на Місяць астронавтів до 1970 року.

## Галерея

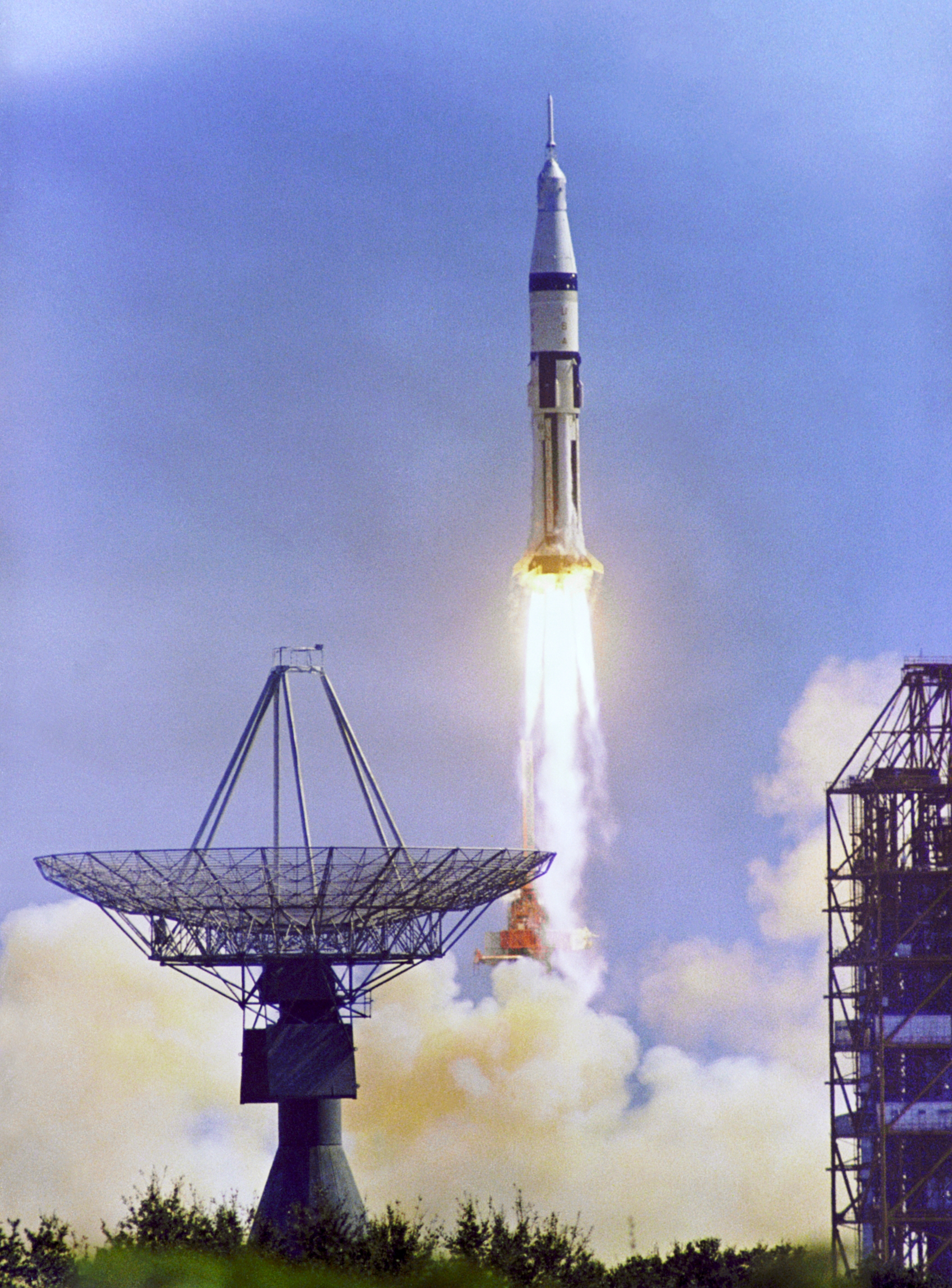
Старт Аполлона-7
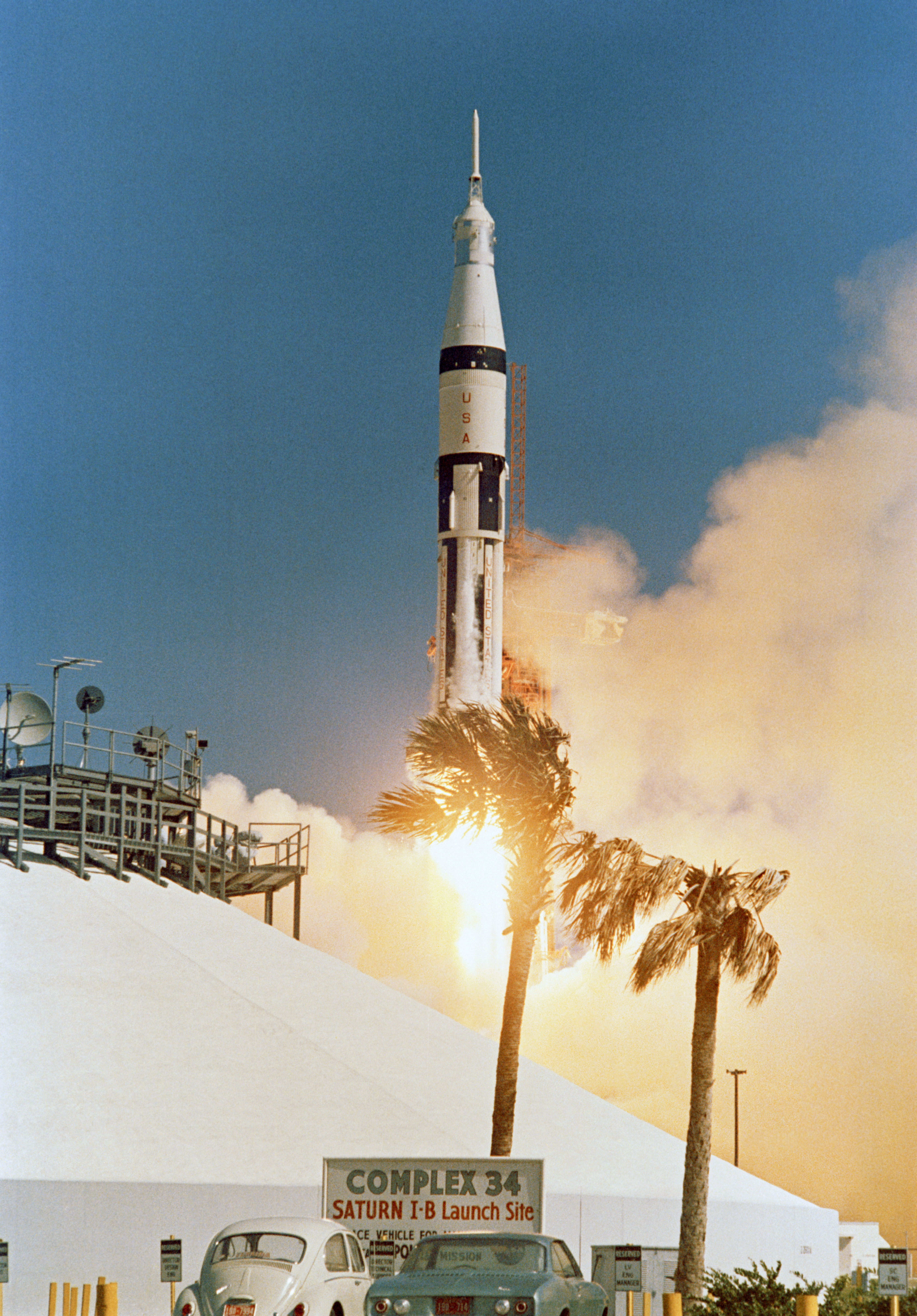
Старт Аполлона-7
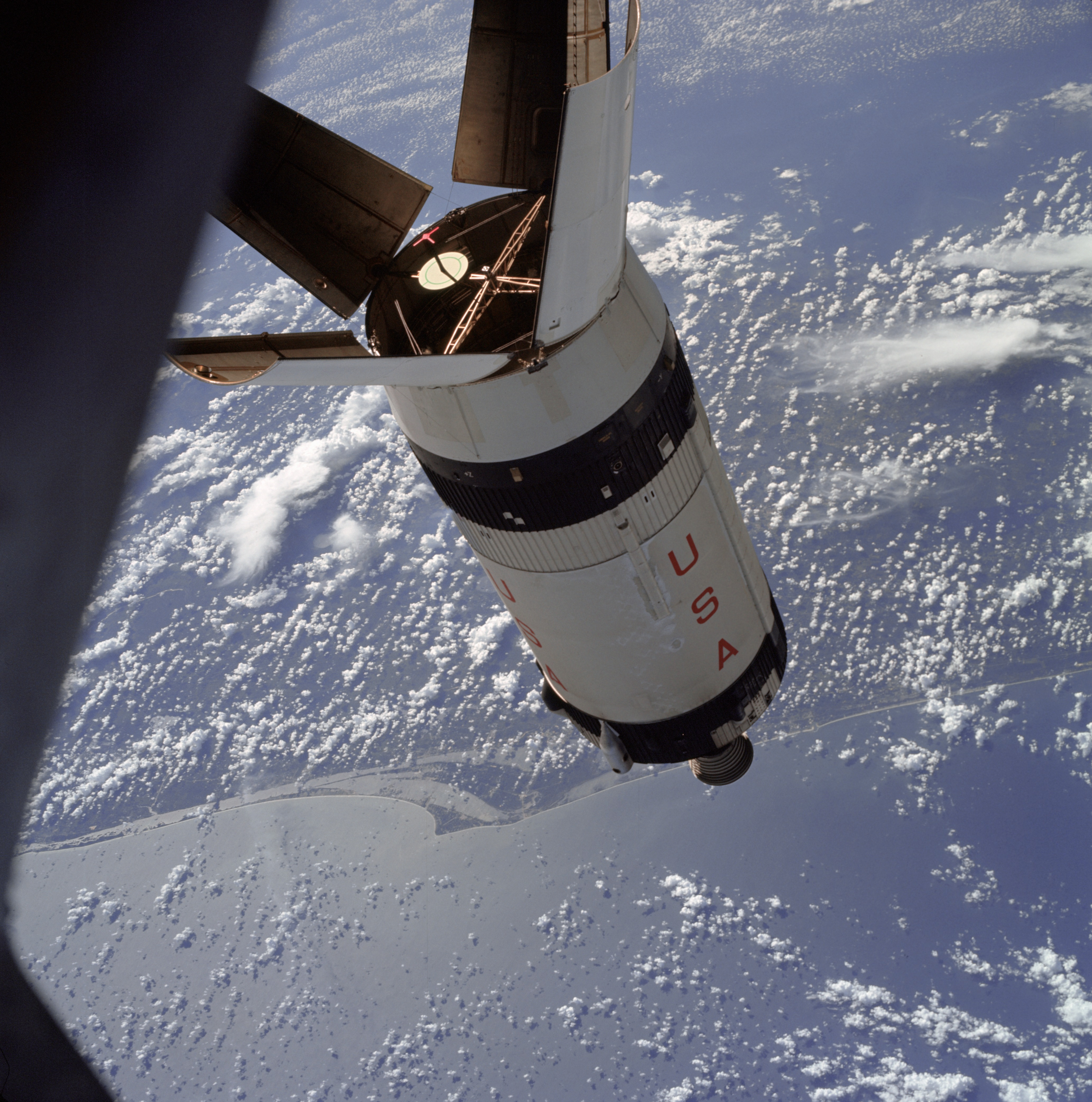
Apollo 7 SIV-B rocket stage
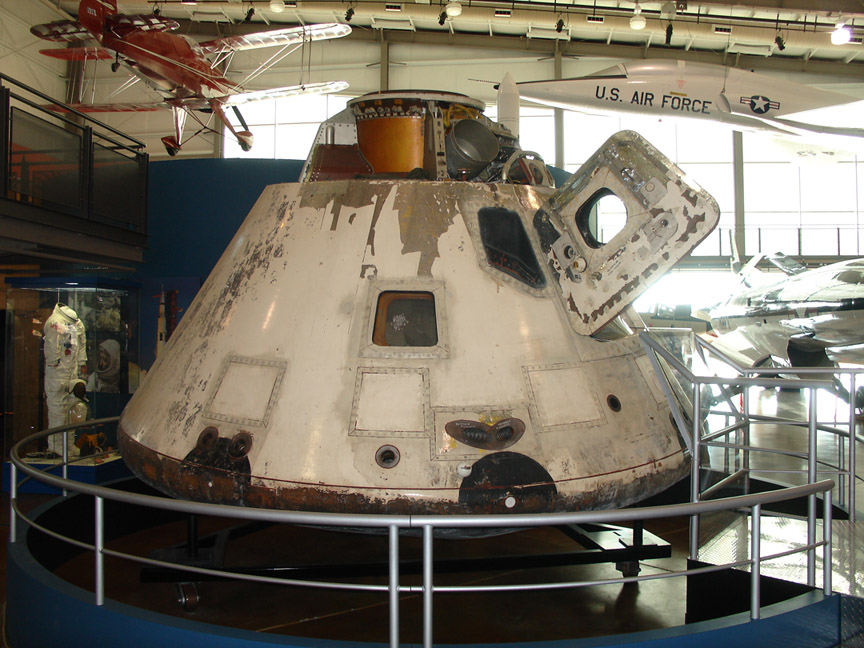
відсік «Аполлон-7» виставлений у музеї «Межі Польоту» (The Frontiers of Flight Museum)

## Джерело
- Программа «Аполлон». Часть II. Обзор по материалам открытой иностранной печати.

Составитель: Гольдовский Д. Ю. ГОНТИ—1. Июль 1971. Тираж 650 экз. Экз.№ 0016